# Eocincticornia
Eocincticornia är ett släkte av tvåvingar. Eocincticornia ingår i familjen gallmyggor.
Kladogram enligt Catalogue of Life:
| Eocincticornia | \| \| Eocincticornia australasiae \| \| \| \| \| \| Eocincticornia malarskii \| \| \| \| |
|                | \| \| Eocincticornia australasiae \| \| \| \| \| \| Eocincticornia malarskii \| \| \| \| |
|                | Eocincticornia australasiae                                                              |
|                |                                                                                          |
|                | Eocincticornia malarskii                                                                 |
|                |                                                                                          |